# Wileńskie Towarzystwo Wioślarskie

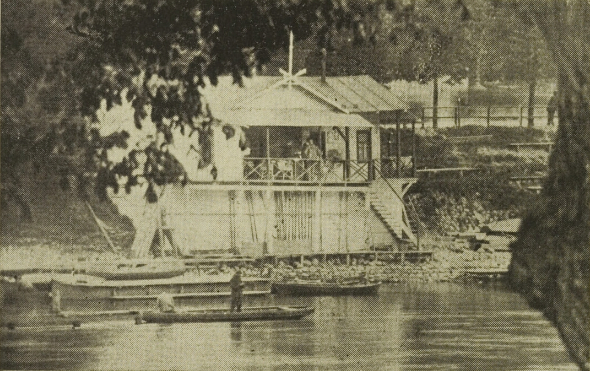
Pierwsza przystań klubu w latach 20.

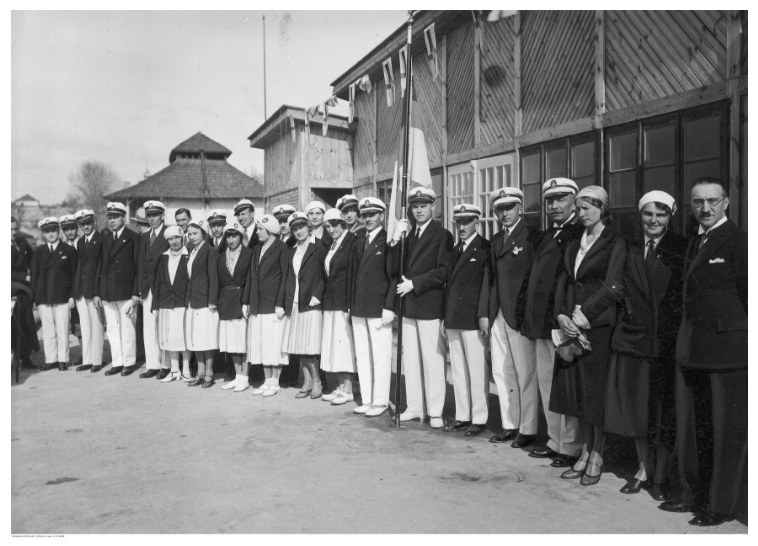
Członkowie podczas otwarcia sezonu w 1937 na tle przystani

Wileńskie Towarzystwo Wioślarskie (nazwa skrócona: WTW Wilno) – klub wioślarski, a następnie wielosekcyjny, założony w 1907 roku w Wilnie. Rozwiązany wraz z wybuchem II wojny światowej.

## Historia

### Działalność pod zaborami
Inicjatorami powstania pierwszego klubem wioślarskiego w Wilnie byli Polacy, członkowie lokalnego Towarzystwa Gimnastycznego „Sokół”. W roku 1907 zorganizowali wycieczkę wioślarską Wilią do Kowna. Zaraz potem utworzyli w Wilnie Koło Miłośników Wioślarstwa. Koło to liczyło z początku 8, a następnie 24 członków, a pierwszym jego działaniem było wybudowanie własnej, sześciowiosłowej łodzi półwyścigowej. W związku z odmową zarejestrowania organizacji przez carskie władze, wioślarze przystąpili do legalnie działającego w Wilnie Towarzystwa Gimnastycznego „Sokół” – jako posiadająca szeroką autonomię Sekcja Wioślarska TG „Sokół”. Pierwszym Prezesem sekcji został przedsiębiorca Feliks Zawadzki. 
Swoją przystań Sekcja Wioślarska wybudowała nad Wilią przy ujściu rzeki Wilejki. Uroczyste otwarcie przystani odbyło się w dniu 24 czerwca 1912 roku. Liczba członków wzrosła do 74 w roku 1913. Dzięki hojności polskiej społeczności Wilna, klub posiadał w tym okresie 13 łodzi – w tym łodzie wyczynowe. 

### I wojna światowa
Wybuch I wojny światowej spowolnił działalność wioślarską w Wilnie. Młodzi zawodnicy zostali powołani do rosyjskiej armii. W chwili zajęcia Wilna przez armię niemiecką, powstała obawa, iż niemieckie władze skonfiskują majątek Sekcji Wioślarskiej (jak robiły w innych zajmowanych w czasie I wojny światowej miastach). Aby tego uniknąć – władze Sekcji zawiesiły formalnie działalność. Sprzęt został zdemontowany i ukryty, dzięki czemu przetrwał wojnę.

### Okres dwudziestolecia międzywojennego
Po zakończeniu I wojny światowej, Wilno ostatecznie zostało odzyskane przez Polskę – po walkach na przełomie 1918/1919 oraz po wojnie polsko-bolszewickiej. Reaktywacja klubu wioślarskiego nastąpiła pomiędzy walkami, bo w marcu 1920 roku. Jednomyślną uchwałą Walnego Zebrania Sekcji Wioślarskiej TG „Sokół”, sekcję zlikwidowano, a majątek przekazano równocześnie tworzonemu "Wileńskiemu Towarzystwu Wioślarskiemu". Członkowie Sekcji stali się członkami WTW.
Pierwsze lata po odzyskaniu niepodległości były okresem największego rozwoju WTW Wilno. Pomiędzy 1920 a 1922 liczba członków wzrosła z 42 do 300. Towarzystwo udzieliło w tym czasie pomocy w tworzeniu innych klubów wioślarskich Wilna: AZS Wilno, WKS „Pogoń” Wilno, KS 3 Pułku Saperów Wileńskich. Równocześnie WTW zainicjowało powstanie Wileńskiego Związku Towarzystw Wioślarskich, który organizował regaty wioślarskie o mistrzostwo Wilna, a następnie międzynarodowe regaty na Jeziorze Trockim. Rozrost WTW spowodował konieczność wybudowania nowej, większej przystani. Wybudowano ją od 1930 do połowy lat trzydziestych.
Członkami Wileńskiego Towarzystwa Wioślarskiego były również kobiety, które uczestniczyły w rywalizacji międzyklubowej. W klubie oprócz treningów sportowych, odbywała się też turystyka wioślarska – jednodniowa jak i na długich dystansach. Kres działalności WTW Wilno położyła druga wojna światowa. 

### Nazwy
- Koło Miłośników Wioślarstwa (1907-1909)
- Sekcja Wioślarska TG „Sokół” w Wilnie(1909-1915)
- Wileńskie Towarzystwo Wioślarskie (1920-1939)[2].

### Prezesi
- Feliks Zawadzki (1907-1915)
- Kazimierz Dmochowski (1920-1926)
- Stanisław Wańkowicz
- Aleksander Brochocki
- Maksymilian Zalisz
- Ludwik Szwykowski[2].

## Galeria

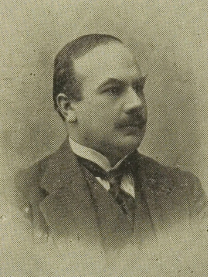
Pierwszy Prezes, F. Zawadzki
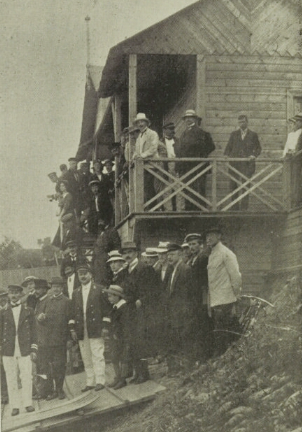
Przystań WTW w 1914
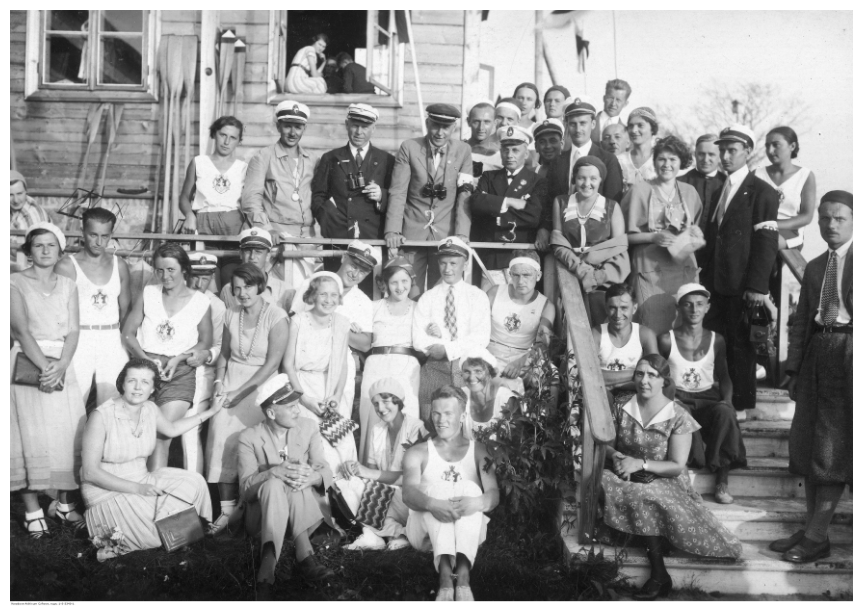
Członkowie podczas regat na Jez. Trockim 1932
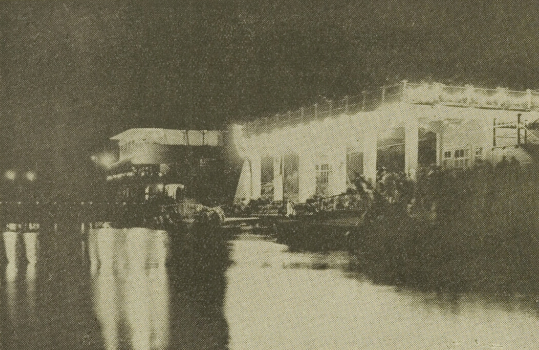
Nowa przystań oświetlona na Wianki
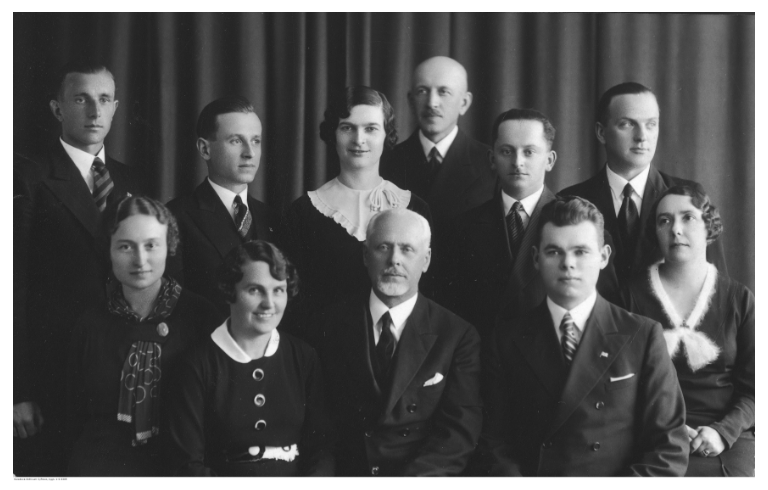
Zarząd w 1935

## Wyniki sportowe
W sportowej rywalizacji wioślarskiej WTW Wilno uczestniczyło głównie w zawodach w  rodzinnym mieście i na pobliskim Jeziorze Trockim. Zawodnicy klubu nie odnosili żadnych znaczących sukcesów na arenie krajowej, ani międzynarodowej. 
W latach dwudziestolecia międzywojennego, Wileńskie Towarzystwo Wioślarskie odnotowywało następujące wyniki w rywalizacji sportowej PZTW (miejsca w klasyfikacji klubowej według tabel punktacyjnych PZTW za poszczególne lata):
- w 1927 - 14 miejsce na 15 klubów[7],
- w 1928 nie klasyfikowane[8],
- w 1929 - 14 miejsce na 19 klubów[9],
- w 1930 - 11 miejsce na 22 kluby[10],
- w 1931 - 18 miejsce  na 27 klubów[11],
- w 1932 - 20 miejsce  na 27 klubów[12],
- w 1933 - 41 miejsce  na 42 kluby[13],
- w 1934 nie klasyfikowane[14],
- w 1935 - 36 miejsce  na 46 klubów[15],
- w 1936 sklasyfikowano jedynie kobiety – na 5 miejscu na 12 w rywalizacji kobiet[16][17],
- w 1937 sklasyfikowano jedynie kobiety – na 5 miejscu na 15 w rywalizacji kobiet[18],
- w 1938 - 39 miejsce  na 44 kluby[19],
- w 1939 - 25 miejsce  na 36 klubów[20].

Nieklasyfikowanie w danym roku mogło wynikać zarówno z braku startów, jak i braku zdobytych punktów.

## Inne sekcje
Przy Wileńskim Towarzystwie Wioślarskim stopniowo tworzone były kolejne sekcje sportowe. Początkowo była to sekcja narciarska i pływacka. W roku 1939 zarejestrowano sekcję żeglarską. Oprócz tego, od roku 1926 w WTW Wilno istniało  autonomiczne koło turystyczne. 